# Trachea deviridella
Trachea deviridella är en fjärilsart som beskrevs av Embrik Strand 1927. Trachea deviridella ingår i släktet Trachea och familjen nattflyn. Inga underarter finns listade i Catalogue of Life.